# Шуригіно
Шуригіно (рос. Шурыгино) — село у Черепановському районі Новосибірської області Російської Федерації.
Входить до складу муніципального утворення Шуригінська сільрада. Населення становить 978 осіб (2010).

## Історія
Згідно із законом від 2 червня 2004 року органом місцевого самоврядування є Шуригінська сільрада.

## Населення
| 2002 | 2007  | 2010 |
| ---- | ----- | ---- |
| 1135 | ↘1087 | ↘978 |

## Особи
- Сизиков Валентин Васильович